# Sex Power
Pour les articles homonymes, voir Power.
Pour plus de détails, voir Fiche technique et Distribution.
Sex Power est un long métrage de 81 minutes réalisé et écrit par Henry Chapier en 1970. La même année, il est récompensé par la Coquille d'argent au Festival de San Sebastián. La bande originale de Vangelis constitue l'une de ses premières musiques de films, sa première hors de son pays d'origine.

## Synopsis
En pleine période hippie, Alain part en voyage seul à travers l'Amérique pour se retrouver et être libre. Au cours de son périple, il rencontre des femmes séduisantes qui ne parviennent pas à lui faire oublier Jane, cette jeune actrice de 20 ans avec qui il partage sa vie.
Sex Power est un film sur l'amour et le pouvoir de l'imaginaire.

## Fiche technique
- Titre original : Sex Power ou L'Homme-cœur
- Réalisation et scénario : Henry Chapier
  - Dialogues : Pierre Mac Avoy
  - Assistant réalisation : Marc Monnet
- Musique : Vangelis
- Photographie : Edmond Richard
- Montage : France Duez
- Musique : Vangelis
- Son : Jacques Gérardot
- Production : Bernard Chevry
- Société de production : Midem Productions
- Pays de production :  France
- Langue originale : français
- Format : couleurs par Eastmancolor - Son mono - 35 mm
- Durée : 81 minutes
- Genre : Drame romantique, road movie, récit onirique
- Date de sortie :
  - France : 17 juin 1970
- Affiche : René Ferracci (France)

## Distribution
- Alain Noury : Alain
- Jane Birkin : Jane
- Juliette Villard : femme fatale
- Bernadette Lafont : Salomé
- Elga Andersen : Lorelei
- Leila Shenna : la sirène
- Catherine Marshall : la fille moderne
- Raquel Welch (non créditée): elle-même
- Kate Barry (non créditée): la petite fille de Jane

## Autour du film
- Au détour de ses errances dans les studios de cinéma californiens, le héros s'entretient brièvement à l'écran avec l'actrice Raquel Welch sans que les propos aient été retransmis. Ce court passage a en échange pour bande son un enregistrement depuis les coulisses d'un tournage de film.
- La très jeune enfant blonde qu'on voit jouer avec le héros tandis que Jane Birkin fait sa sieste est en fait la propre fille aînée de cette dernière, Kate Barry.